# Multiplicateur fiscal
Le multiplicateur fiscal désigne en économie l'effet par lequel une modification du niveau d'imposition provoque une augmentation ou une baisse de la dépense privée au sein du système économique. Contrairement au multiplicateur keynésien, le multiplicateur fiscal est exclusivement lié à l'effet d'une hausse ou d'une baisse d'impôts, et non d'une hausse ou d'une baisse des dépenses publiques.

## Principe
Une baisse des impôts provoque une hausse plus que proportionnelle de la croissance. Le multiplicateur fiscal permet une augmentation de la croissance par le biais de la baisse d'impôts. Toutefois, une partie du revenu des agents économiques libéré par la baisse de leur imposition est épargnée, ce qui limite l'efficacité du multiplicateur fiscal. Ainsi, du fait de cette propension à épargner, le multiplicateur fiscal est plus faible que le multiplicateur budgétaire,.